# Alex Winwood
Alex Winwood (* 25. Juni 1997 in Bunbury, Western Australia) ist ein australischer Boxer im Fliegengewicht. Er gehört zur Volksgruppe der Noongar.

## Boxkarriere
Winwood begann im Alter von 15 Jahren in der Schule mit dem Boxsport und wechselte nach wenigen Trainingseinheiten in den Eureka Boxing Club in Mandurah, wo er von Brian Satori trainiert wird.
Er wurde 2016 und 2017 erstmals Australischer Meister bei den Erwachsenen und startete noch 2016 bei der asiatisch-ozeanischen Olympiaqualifikation in China, wo er jedoch frühzeitig ausschied. Bei der Ozeanischen Meisterschaft 2017 in Gold Coast gewann er die Goldmedaille im Halbfliegengewicht.
Darüber hinaus war er jeweils Achtelfinalist der Weltmeisterschaften 2017 in Hamburg und 2019 in Jekaterinburg.
Im Dezember 2019 gewann er die australische Olympiaqualifikation und erkämpfte sich bei der asiatisch-ozeanischen Olympiaqualifikation im März 2020 in Amman einen Startplatz bei den Olympischen Sommerspielen 2020 in Tokio, wo er in der Vorrunde mit 1:4 gegen Patrick Chinyemba unterlag.
Bei den Commonwealth Games 2022 in Birmingham unterlag er im Viertelfinale ebenfalls gegen Patrick Chinyemba.

## Sonstiges
Winwood hat sieben Geschwister und ist in Perth sowie Mandurah aufgewachsen.